# Eva Dickson
Eva Dickson, nascuda Eva Amalia Maria Lindström (Steninge Slott, Sigtuna, 1905-Bagdad, Iraq, 22 d'abril de 1938), va ser una exploradora, aviadora, pilot d'automòbils i escriptora sueca. Fou la primera dona que creuà el desert del Sàhara amb cotxe. Probablement, va ser la primera dona que pilotà automòbils (el 1925), i la tercera dona aviadora de Suècia (el 1923).
Eva Dickson nasqué al si d'una família rica. El seu pare era Albert Lindström, un ric propietari que criava i seleccionava cavalls, i la seva mare, Maria Lindström. Més endavant, Eva es va casar amb el pilot d'automòbils Olof Dickson el 1925, i més endavant contragué matrimoni amb l'antic marit de Karen Blixen, el baró Bror von Blixen-Finecke, el 1936.
Eva Dickson recorregué el llarg trajecte amb cotxe que separa Nairobi (Kenya) d'Estocolm el 1932, i després de Bèlgica a Calcuta el 1937. Els seus viatges li feren guanyar una gran notorietat, i aleshores va començar a publicar diverses guies de viatge i descripcions de les seves experiències. Es feia càrrec de les despeses dels seus viatges mitjançant apostes amb gent de l'alta societat.
El 1937, havia previst de fer una expedició des de la Xina fins a Suècia seguint la ruta de la Seda. Amb tot, després de la seva arribada a Calcuta, es va assabentar del començament de la Segona Guerra sinojaponesa i llavors hagué de canviar de plans. Durant aquella estada, caigué malalta i va ser tractada amb arsènic en un hospital de Calcuta, la qual cosa li va empitjorar l'estat de salut. Es recuperà i se n'anà de l'hospital, però va morir poc de temps després a conseqüència d'un accident d'automòbil.